# 结肠

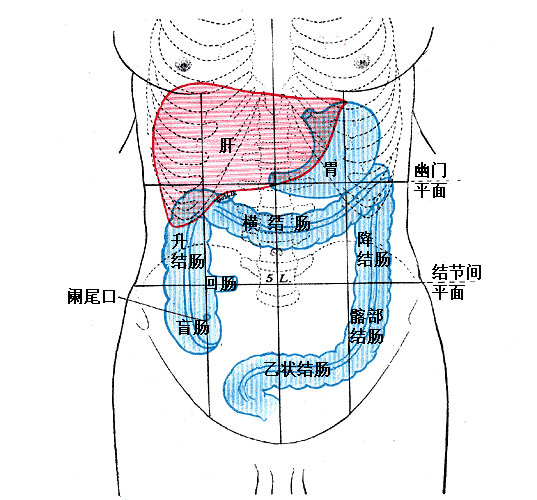
消化系統、肝臟（紅）、胃和大腸（藍）

結腸，中國古稱回腸，是大多數脊椎動物消化系統的最後一部分，在將固體廢物排出體外前吸收水和鹽。結腸中未吸收的廢物也在微生物（主要是細菌）的幫助下發酵。在食品和營養物質的吸收方面，結腸不像小腸，較不重要，然而，結腸吸收水分，鉀和一些脂溶性維生素。
在哺乳動物中，結腸包括四個部分：升結腸，橫結腸，降結腸和乙狀結腸（“近端結腸”通常是指升結腸和橫結腸）。按《格雷氏解剖学》定义，人体结肠并不等同大肠；但许多书籍与学者将之视为同义词，且将盲肠视为升结肠的一部分。

## 解剖學
結腸位於腹腔或是其後的後腹膜。結腸在這些部份的位置是固定的。結腸外部有三條名為大腸條帶（taenia coli）的平滑肌分別附在升結腸、橫結腸、降結腸與乙狀結腸上。由於這三條平滑肌比結腸短，使結腸外型局部膨大和環形的縮窄交互間隔。這三條不隨意肌收縮使大腸緩緩蠕動。

### 血液和淋巴循環
結腸的動脈血液供應來自腸系膜上動脈（Superior mesenteric artery）和腸系膜下動脈（Inferior mesenteric artery）的分支機構。這兩個系統之間通過“邊緣動脈”流動，它的整個長度的結腸平行。從歷史上看，它已被認為是Riolan弧，或蜿蜒的腸系膜動脈（Moskowitz發現），是一個可變的血管，連接腸系膜上動脈與腸系膜下動脈。然而，最近的研究與改進成像技術質疑血管是否實際存在，一些專家呼籲在未來的醫學文獻中取消這兩個名稱。
靜脈回流與腸動脈供血相似，腸系膜下靜脈流入脾靜脈，腸系膜上靜脈加入脾靜脈形成肝門靜脈，然後進入肝臟。
整個結腸和直腸近端三分之二的淋巴液流至腹主動脈旁淋巴結，然後排入乳糜池 （cisterna chyli）。餘下的直腸和肛門的淋巴液可以循同樣的路線，或者流入內部髂或體表腹股溝淋巴結。

### 結構分部

1.升結腸 2.横結腸 3.降結腸 4.乙狀結腸 5.直腸

#### 升結腸
长约25厘米，盲腸向上的延續，移行於橫結腸，在腹腔的右側，人類的升結腸自人體的右下腹往斜後方上升，直到肝臟下緣，形成直角朝左側水平橫結腸前進 。

#### 橫結腸
长约50厘米，前接升結腸，後續降結腸。人類橫結腸前接升結腸成直角朝左側水平前進，此轉彎區稱為右曲或肝曲(Hepatic Flexure)，往左方橫走，橫過左上腹，在脾的下方直角轉灣往下，此直角轉灣區稱為左曲或脾曲(Splenic Flexure)。橫結腸前方由大網膜掛在胃下，後方由橫結腸系膜連於腹後壁。

#### 降結腸
长约25厘米，上接橫結腸，下續乙狀結腸。人類降結腸自左上腹往下，在將靠近骨盆時轉向內側。降結腸的功能是儲存食物廢棄部分排入直腸。

#### 乙狀結腸
长约40厘米，人類乙狀結腸上承接自降結腸，在骨盆腔內，往下走朝左彎，為最彎曲的一段結腸。乙狀結腸壁肌肉發達，收縮增加結腸內的壓力，推動糞便移動到直腸。

#### 冗餘結腸
有少數人結腸特別長，多繞一圈。這種情況，被稱為冗餘結腸，通常健康上沒有直接的影響，但少數發生腸扭轉導致阻塞，必須立即就醫。這些人做大腸鏡時會遇到困難，在某些情況下不可能做大腸鏡。特殊的專門大腸鏡有助於克服這個問題。

### 水份吸收
結腸水份吸收需要克服水份的擴散作用。長期的滲透壓差（Standing gradient osmosis）是一個描述腸內水份的重吸收要克服腸內水份的擴散作用的術語。這高滲液體的滲透壓驅動水通過緊密連接和鄰近的細胞渗透到外側間隙，然後依次穿過基底膜和進入毛細血管。

## 功能
在不同的生物體之間的結腸的功能有差異。結腸主要是負責儲存廢物，回收水，保持水分平衡，吸收一些維生素，如维生素K，並提供輔助菌群發酵的位置。
食糜達到結腸的時候，大部分的營養物質和90％的水已經被人體吸收。在這時，剩下的是一些電解質如鈉，鎂，氯以及攝入食物中不能消化的部分（例如，攝入的直鏈澱粉的很大一部分，迄今尚未消化的蛋白質，以及主要是可溶性或不溶性的碳水化合物的膳食纖維）。由於通過大腸的肌肉移動食糜，剩餘的水大部分被吸收，而食糜混有粘液和細菌（稱為腸道菌群），成為糞便。當糞便進入升結腸時尚算是液體。結腸肌肉將含水量高的糞便向前移動，並慢慢地吸收所有多餘的水份。當糞便進入降結腸時已成為半固態。其中細菌分解食物纖維為自己的養料，產生醋酸，丙酸和丁酸等副產品，這又是滋養結腸內壁細胞的養份。蛋白質無法在此消化。對於人類來說，也許百分之10未消化的碳水化合物也因此成為可用的養分。這是一種共生關係的一個例子，並每天提供身體約100卡路里。大腸不產生消化酶 - 化學性消化是食糜到達大腸前在小腸完成。結腸的pH值在5.5和7之間（微酸性至中性）。其他動物，包括猿和其他靈長類動物有比例較大的結腸，使牠們能從植物材料得到更多的養分，所以牠們飲食中植物材料比例能夠比人類高。

## 結腸疾病
- 腸道血管發育不良
- 闌尾炎
- 慢性功能性腹痛
- 結腸炎
- 大腸癌
- 便秘
- 克隆氏症
- 腹瀉
- 憩室
- 先天性巨結腸症（aganglionosis）
- 腸梗阻
- 腸套疊
- 腸易激綜合症
- 息肉（另見大腸息肉）
- 偽膜性結腸炎
- 潰瘍性結腸炎
- 中毒性巨結腸